# Letmatros
Letmatros er en betegnelse for en medarbejder i en skibsbesætning.
Letmatrosen antages at kunne påtage sig almindeligt forefaldende 
arbejde om bord under vejledning af andre. Letmatrosen sættes således ikke til at udføre selvstændigt matrosarbejde. 
Rangfølgen i
sømændenes forskellige betegnelser betegnes fra
neden af ved skibsdreng/dæksdreng, ungmand
(jungmand), letmatros og matros.
Dog er skillelinjen mellem de forskellige
grader diffus på den måde, at det
fysiske udviklingstrin, modenheden  eller erfaringsniveauet hvori vedkommende
befinder sig, vil være afgørende for, om personen kan få
hyre som f.eks. ungmand eller letmatros.
At blive letmatros krævede en minimumsalder på 17 år og forudgående mønstring som dæksdreng og ungmand med samlet fartstid på minimum to år.
Det forventedes da, at alt almindeligt forekommende sømandsarbejde kunne varetages.
Efter yderligere et års dækstjeneste blev letmatrosen matros og var dermed fuldbefaren.
Betegnelsen blev afskaffet i 1975.
| Job | Spire Denne artikel om et job eller en stillingsbetegnelse er en spire som bør udbygges. Du er velkommen til at hjælpe Wikipedia ved at udvide den. |